# Джунглівниця білолоба
Джунглівниця білолоба (Vauriella goodfellowi) — вид горобцеподібних птахів родини мухоловкових (Muscicapidae). Ендемік Філіппін. Названий на честь британського колекціонера і орнітолога Волтера Гудфеллоу.

## Таксономія
Білолобу джунглівницю раніше відносили до роду Джунглівниця (Rhinomyias), однак дослідження 2010 року показало, що рід є поліфілітичним. За результатами дослідження низку видів, зокрема білолобу джунглівницю було переведено до відновленого роду Vauriella.

## Поширення і екологія
Білолобі джунглівниці живуть в хмарних гірських діптерокарпових лісах острова Мінданао на висоті понад 1000 м над рівнем моря.

## Збереження
МСОП вважає стан збереження цього виду близьким до загрозливого.